# Захват Луанды
Оккупация Луанды — захват голландцами города Луанда — столицы португальской Анголы — в 1641 году в рамках голландско-португальской войны.
25 августа 1641 года голландский отряд в составе 2145 солдат под командованием Корнелиса Йола высадился в окрестностях Луанды. По голландским данным, 800 португальцев, определенное количество солдат и гражданских бежали из города и перегруппировались в Килунде. 19 сентября голландцы вытеснили их с этой позиции и заставили отступить к португальским плантациям вдоль реки Бенго. После этого голландцы укрепляли свои позиции вдоль реки. 
Португальцы вернули себе контроль над городом лишь в 1648 году.